# Dolichos bianoensis
Dolichos bianoensis är en ärtväxtart som beskrevs av Rudolf Wilczek. Dolichos bianoensis ingår i släktet Dolichos och familjen ärtväxter.

## Underarter
Arten delas in i följande underarter:
- D. b. bianoensis
- D. b. orientalis